# Bataille de Turnhout (1597)
Pour les articles homonymes, voir Bataille de Turnhout.
Guerre de Quatre-Vingts Ans
Batailles
- Chronologie de la guerre de Quatre-Vingts Ans
- Valenciennes
- Austruweel
- Rheindalen
- Heiligerlee
- Jemmingen
- Jodoigne
- Brielle
- 1er Flessingue
- Malines
- Goes
- Mons
- Haarlem
- 2e Flessingue
- Borsele
- Zuiderzee
- Alkmaar
- Leyde
- Reimerswaal
- Mook
- Lillo
- Zierikzee
- 1er Anvers
- 1er Bréda
- Gembloux
- Rijmenam
- 1er Deventer
- Maastricht
- 2e Bréda
- Açores
- 2e Anvers
- 3e Anvers
- Boksum
- Zutphen
- 1er Berg-op-Zoom
- Gravelines
- 3e Bréda
- 2e Deventer
- Groningue
- Huy
- 1er Groenlo1
- 2e Groenlo
- Turnhout
- Nieuport
- Ostende
- L'Écluse
- 3e Groenlo
- Saint-Vincent
- Gibraltar
- Saint-Vincent (1621)
- 2e Berg-op-Zoom
- 4e Bréda
- 4e Groenlo
- Matanzas
- Bois-le-Duc
- Abrolhos
- Slaak
- Maastricht
- 5e Bréda
- Cabañas
- Calloo
- Les Downs
- Saint-Vincent (1641)
- Hulst
- Cavite

La bataille de Turnhout est un épisode de la guerre de Quatre-Vingts Ans qui se déroula le 24 janvier 1597 près de la ville de Turnhout, entre une armée hollandaise commandée par Maurice de Nassau et une armée espagnole commandée par Philibert de Rye, comte de Varax, et se termina par la victoire des Hollandais.

## Histoire
La ville de Turnhout, bien que dépourvue de fortifications, est d'une grande importance stratégique et une garnison espagnole d'une importance conséquente, environ 4 500 hommes, y tient garnison. Le 22 janvier 1597, Maurice de Nassau réunit à 40 kilomètres au nord de Turnhout une armée de plus de 6 000 hommes, comprenant des troupes anglaises et écossaises. 
Varax, le commandant espagnol, ayant reçu des estimations exagérées sur l'importance de l'armée hollandaise, décide de se retirer de Turnhout dans la nuit du 23 au 24 janvier, mais ce mouvement est surpris par les Hollandais et Maurice de Nassau donne l'ordre à sa cavalerie de poursuivre les Espagnols. Les reîtres hollandais dispersent aisément la cavalerie espagnole, plus légère, et s'attaque ensuite aux fantassins qui, démoralisés et voyant apparaître l'infanterie ennemie, rompent les rangs et prennent la fuite. Seule une petite partie des troupes espagnoles tente de résister, mais elle est facilement vaincue et Varax lui-même est tué. 
Maurice de Nassau renonce à poursuivre les fuyards et occupe Turnhout, mais doit l'abandonner quelques jours plus tard devant l'arrivée d'une armée espagnole envoyée par Albert d'Autriche. Néanmoins, cette victoire a un grand retentissement dans les milieux militaires de l'époque, car elle démontre la supériorité des reîtres, apparus très récemment, sur la cavalerie traditionnelle et l'inefficacité des piquiers contre eux.